# 讷沃埃格利斯
讷沃埃格利斯（法語：Neuve-Église，法語發音：[nœv eɡliz]；含义均为“新的教堂”）是法国下莱茵省的一个市镇，属于塞莱斯塔-埃尔什泰因区。

## 地理
讷沃埃格利斯（48°19'46"N, 7°18'49"E）面积5.48 平方千米，位于法国大東部大區下莱茵省，该省份为法国大陆部分最东部的省份，是阿尔萨斯的一部分，今与上莱茵省组成了阿尔萨斯欧洲集体，其南至上莱茵省，西南接孚日省和默尔特-摩泽尔省，西接摩泽尔省，北与德国接壤。
与讷沃埃格利斯接壤的市镇（或旧市镇、城区）包括：布雷特诺、迪耶方巴克奥瓦、讷布瓦、圣莫里斯、特里耶姆巴克奥瓦、维莱。

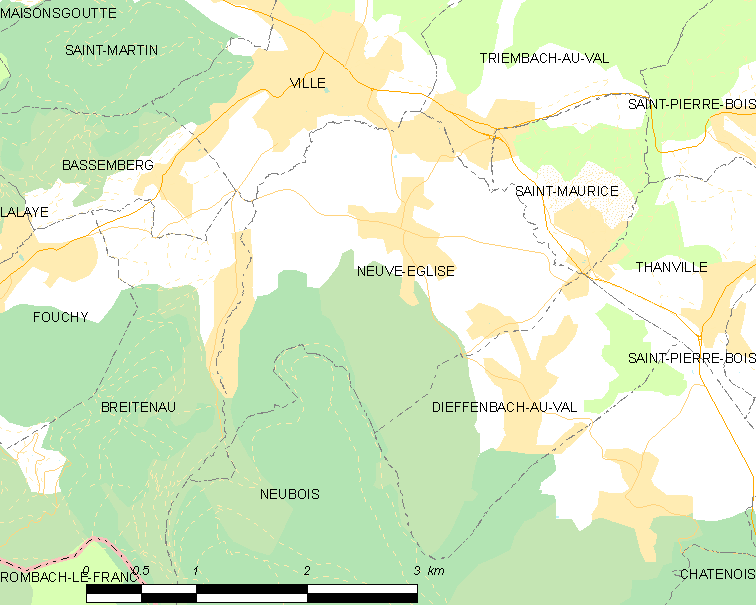
讷沃埃格利斯的OSM定位图

讷沃埃格利斯的时区为UTC+01:00、UTC+02:00（夏令时）。

## 行政
讷沃埃格利斯的邮政编码为67220，INSEE市镇编码为67320。

## 政治
讷沃埃格利斯所属的省级选区为米齐格县。

## 人口

1962-2008年间讷沃埃格利斯人口变化图示

讷沃埃格利斯于2022年1月1日时的人口数量为617人。